# Petulanos intermedius
Petulanos intermedius es una especie de peces de la familia Anostomidae en el orden de los Characiformes.

## Hábitat
Es un pez de agua dulce. 